# Thulaspis
Thulaspis — викопний рід членистоногих, що існував у кембрійському періоді (521—514 млн років тому). Описаний у 2023 році.

## Скам'янілості
Рештки тварини знайдено у лагерштетті Сіріус-Пассет на півострові Земля Пірі на півночі Гренландії. Формація Буен, у відкладеннях якої виявлено тварину, датується кембрійським ярусом 3.

## Назва
Родова назва Thulaspis походить від грецьких слів Thule — назва найпівнічніших земель, та aspis — «щит». Таким чином вона означає — «щиток найпівнічніших земель». Видова назва tholops походить від грецьких слів thólos — «купол» і ops — «обличчя». Вона дана у зв'язку з реконструйованою куполоподібною передньою частиною головного щитка.

## Опис
Thulaspis був схожим на трилобіта, але мав немінералізований екзоскелет з яйцеподібними обрисами і 15 грудними сегментами. Широкий, напівкруглий головний щиток становив близько чверті загальної довжини тварини. Він мав невеликі округлі щоки. Передній крайній тергіт мав злегка округлі лопатеві кінчики плевр, тоді як задні плеври дедалі більше вигинаються назад у короткі шипики. Передньомедіальні розширення присутні на перших п'яти грудних тергітах і зменшуються в сагітальній довжині дистально. Тергіти мають значне перекриття в аксіальному напрямку та біля верхівок плевральних валиків. Пігідій невеликий і гладенький, становить одну тринадцяту загальної довжини і одну п'яту максимальної ширини. Двогіллясті кінцівки мають широкі, клаптеподібні екзоподи з крайовими волосками.

## Таксономія
Філогенетичний аналіз Thulaspis показав його близьке розташування до кореня Artiopoda, що дозволяє припустити, що він був схожим на останнього спільного предка групи.
Thulaspis був відновлений як сестринський таксон до Squamacula, загадкового роду, відомого з кембрію Китаю та Австралії. Обидва таксони мають подібну морфологію дорсального тергіту, а їхні двогіллясті придатки також дуже схожі. Однак гіпостом у Thulaspis набагато скромніший порівняно з незвично великими структурами, які можна побачити в обох видів Squamacula. Наявність двох двогіллястих пар придатків на голові Thulaspis є унікальною ознакою для Artiopoda, що робить його положення близьким до кореня групи.